# Richmond Wildcats
Die Richmond Wildcats waren ein US-amerikanisches Eishockeyfranchise der Southern Hockey League (SHL) aus Richmond, Virginia. 

## Geschichte
Die Richmond Wildcats wurden zur Saison 1976/77 als Expansionsteam in die Southern Hockey League aufgenommen. Die Liga wurde jedoch aufgrund finanzieller Probleme noch während der Premierenspielzeit der Wildcats aufgelöst und auch die Wildcats stellten den Spielbetrieb ein. Zu diesem Zeitpunkt belegten sie den fünften von sieben Plätzen in der SHL. Einziger Trainer der Wildcats war der kanadische Ex-NHL-Spieler Forbes Kennedy.  

## Saisonstatistik
Abkürzungen: GP = Spiele, W = Siege, L = Niederlagen, T = Unentschieden, OTL = Niederlagen nach Overtime SOL = Niederlagen nach Shootout, Pts = Punkte, GF = Erzielte Tore, GA = Gegentore, PIM = Strafminuten
| Saison  | GP | W  | L  | T | OTL | SOL | Pts | GF  | GA  | Platz   | Playoffs |
| 1976/77 | 38 | 21 | 16 | 1 | —   | —   | 43  | 160 | 144 | 5., SHL |          |

## Team-Rekorde

### Karriererekorde
Spiele: 38  Mike Ballanger,  Remi Levesque,  Barry Scully
Tore: 30  Claude Periard
Assists: 28  Mike Ballanger
Punkte: 44  Barry Scully
Strafminuten: 169  Bill Goldthorpe